# スサンティカ・ジャヤシンゲ
スサンティカ・ジャヤシンゲ（Susanthika Jayasinghe、1975年12月17日 - ）は、スリランカの陸上競技短距離選手で、専門は100mと200m。
彼女はコロンボの60キロ北に位置する小さな村の貧しい家で育った。家は月給がスパイクより安いくらいで、ちゃんとした設備やコーチも持たなかった。だが、このような恵まれない状況にもかかわらず、オリンピックと世界陸上の両方でメダルを取れるレベルまで成長した。
2000年に、彼女はスリランカでは1948年以来52年ぶりとなるメダルを取り、スリランカ人が国際大会で戦えることを証明した。
また、2007年にヨルダンで行われたアジア選手権では、100mと200mで金メダルを獲得し、大阪で行われた世界陸上では200mで銅メダルを獲得した。
2009年12月、マリオン・ジョーンズのドーピングにより、シドニー五輪200mの銅メダルが銀メダルに繰り上げとなった。

## 自己ベスト
| 年月日        | 大会 | 場所                       | 記録  |
| ------------- | ---- | -------------------------- | ----- |
| 2000年9月9日  | 100m | 横浜（日本）               | 11.04 |
| 2000年9月28日 | 200m | シドニー（オーストラリア） | 22.28 |

## 主な成績
| 年   | 大会                     | 場所                       | 結果 | 種目 |
| ---- | ------------------------ | -------------------------- | ---- | ---- |
| 1994 | アジア大会               |                            | 銀   | 200m |
| 1997 | 世界陸上                 | アテネ（ギリシャ）         | 銀   | 200m |
| 1999 | IAAFグランプリファイナル | ミュンヘン（ドイツ）       | 8位  | 200m |
| 2000 | シドニーオリンピック     | シドニー（オーストラリア） | 銀   | 200m |
| 2001 | 世界室内陸上選手権       | リスボン（ポルトガル）     | 4位  | 200m |
| 2002 | ワールドカップ           | マドリード（スペイン）     | 銅   | 100m |
| 2002 | アジア選手権             | コロンボ（スリランカ）     | 金   | 100m |
| 2002 | アジア選手権             | コロンボ（スリランカ）     | 金   | 200m |
| 2002 | コモンウェルスゲームズ   | マンチェスター（イギリス） | 4位  | 100m |
| 2002 | ワールドカップ           | マドリード（スペイン）     | 4位  | 200m |
| 2006 | アジア大会               | ドーハ（カタール）         | 銀   | 100m |
| 2006 | アジア大会               | ドーハ（カタール）         | 銅   | 200m |
| 2007 | アジア選手権             | アンマン（ヨルダン）       | 金   | 100m |
| 2007 | アジア選手権             | アンマン（ヨルダン）       | 金   | 200m |
| 2007 | 世界陸上                 | 大阪（日本）               | 銅   | 200m |